# Fuji Television
Fuji Television (株式会社フジテレビジョン, Kabushiki Gaisha Fuji Terebijon), ook bekend als Fuji TV (フジテレビ, Fuji Terebi) of CX is een Japanse televisiezender. Het is de belangrijkste zender van het Fuji News Network (FNN, Fujisankei) en Fuji Network System (FNS フジネットワーク). Het hoofdkantoor is gevestigd in Tokio op het eiland Odaiba in de speciale wijk Minato.